# Batoteuthis skolops
Batoteuthis skolops R. E. Young & Roper, 1967, è l'unica specie appartenente al genere Batoteuthis R. E. Young & Roper, 1967 e all'intera famiglia Batoteuthidae R. E. Young & Roper, 1967.

## Caratteristiche
Di questa specie non si conoscono né le paralarve né gli adulti maturi ma solo i subadulti. Il mantello è allungato e sottile e termina con una coda lunga e appuntita che contiene un prolungamento del gladio, la testa è molto piccola e molto più sottile del mantello, dotata di grandi occhi. La coda, almeno nei giovanili, può essere lunga circa il 50% del mantello. Le pinne sono piccole, lunghe circa il 20% della lunghezza del mantello. Le braccia sono lunghe e sottili, si restringono bruscamente all'estremità.  I tentacoli sono robusti e relativamente corti, lunghi circa una volta e mezzo le braccia, la clava tentacolare è molto grande e costituisce circa il 20% del tentacolo, porta sei serie trasversali di ventose molto piccole dotate di denti.
La specie presenta bioluminescenza, sono presenti fotofori sulle punte del quarto paio di braccia, molto più grandi nei maschi che nelle femmine.
IL mantello dei subadulti misura tra i 30 e i 35 cm (esclusa la coda).

## Distribuzione e habitat
Il suo areale è circumpolare nelle acque dell'Oceano antartico tra i 45° e i 60° di latitudine.  È una specie da batipelagica ad abissopelagica, i pochi individui adulti conosciuti sono stati catturati tra i 1200 e i 2500 metri di profondità mentre i giovanili sono noti per acque più basse, anche di soli 366 metri.

## Biologia
Pressoché ignota.

### Predatori
L'unico predatore conosciuto di questa specie è l'elefante marino meridionale